# عمار سعيداني
عمار سعداني (ولد في 17 أبريل 1950) في تونس لعائلة جزائرية تنحدر من ولاية الوادي جنوب شرق الجزائر ، هو سياسي جزائري والرئيس السابق للمجلس الشعبي الوطني من 2002 حتى 2007، وهو عضو بارز في حزب جبهة التحرير الوطني أنتخب أمينا عاما للحزب برفع الأيدي خلال أشغال الدورة السادسة للجنة المركزية للحزب في 29 أغسطس 2013 و هو يشغل هذا المنصب إلى غاية أواخر أكتوبر 2016 حيث قدم استقالته.

## مسيرته
وُلد سعداني في تونس عام 17 أبريل 1950 لعائلة تنحدر من ولاية الوادي جنوب شرق الجزائر . حاصل على بكالوريوس علوم سياسية.ا 
وتقلد عدة مناصب سامية في الدولة كسفير ورئيس المجلس الوطني ومستشار إلى أن انتخب أمينا عاما لحزب جبهة التحرير الوطني نوفمبر 2013 .

## تشويهه
في مارس 2013، زعم أعضاء في جبهة التحرير الوطني.
سعداني مقرب جدا من السعيد بوتفليقة، شقيق الرئيس عبد العزيز بوتفليقة وكبير مستشاريه، الذي يكون قد مارس ضغوطاً على أعضاء اللجنة المركزية لحزب جبهة التحرير لفرض سعداني قائداً جديداً للحزب، وبالتالي يعكس ذلك إرادة الرئيس نفسه في تولي سعداني للمنصب.
- من قدامى إطارات الاتحاد العام للعمال الجزائريين

رئيس المجلس الشعبي الوطني سابقا من 2004 حتى 2007

## هجومه على المخابرات
شن عمار سعيداني في حوار مع موقع كل شيء عن الجزائر بتاريخ 03/02/2014 هجوما ناريا على جهاز المخابرات ورئيسه الجنرال محمد مدين المدعو توفيق واتهمه بالتقصير في حماية أمن الجزائر أيام الإرهاب وفي حادثة تيغنتورين ورهبان تيبحيرن وبالتدخل في شؤون الأحزاب والاعلام ودعاه للرحيل وترك السياسة وعدم التدخل في الشأن السياسي وعمل الأحزاب ما أثار جدلا واسعا في الجزائر.